# Église Saint-Pierre de Saint-Manvieu-Bocage
Pour les articles homonymes, voir Église Saint-Pierre.
L'église Saint-Pierre est une église catholique située à Noues de Sienne, en France. Datant du XVe siècle, elle est inscrite au titre des Monuments historiques.

## Localisation
L'église est située dans le département français du Calvados, dans le bourg de Saint-Manvieu-Bocage, commune déléguée de la commune nouvelle de Noues de Sienne.

## Architecture
L'édifice est inscrit au titre des Monuments historiques depuis le 19 septembre 1928.

## Mobilier
Une Vierge à l'Enfant, datant de la première moitié du XVe siècle, est classée à titre d'objet.